# マット・イングラム
マシュー・ロバート・イングラム（Matthew Robert Ingram, 1993年12月18日 - ）は、イングランド・ハイ・ウィカム出身のサッカー選手。オックスフォード・ユナイテッドFC所属。ポジションはGK。

## 経歴
ハイ・ウィカムに生まれる。2013-14シーズンよりウィコム・ワンダラーズFCの正GKとなった。
2016年1月22日、フットボールリーグ・チャンピオンシップのクイーンズ・パーク・レンジャーズFCと4年半契約を結んだ。しかし、出場機会が得られず、かつて所属したウィコムに2018年11月15日に7日間期限付き移籍した。
2019年6月25日、ハル・シティAFCに3年契約で移籍した。
2024年7月19日、オックスフォード・ユナイテッドFCに移籍した。

## タイトル
ハル・シティ
- EFLリーグ1: 2020-21